# FC 에먼

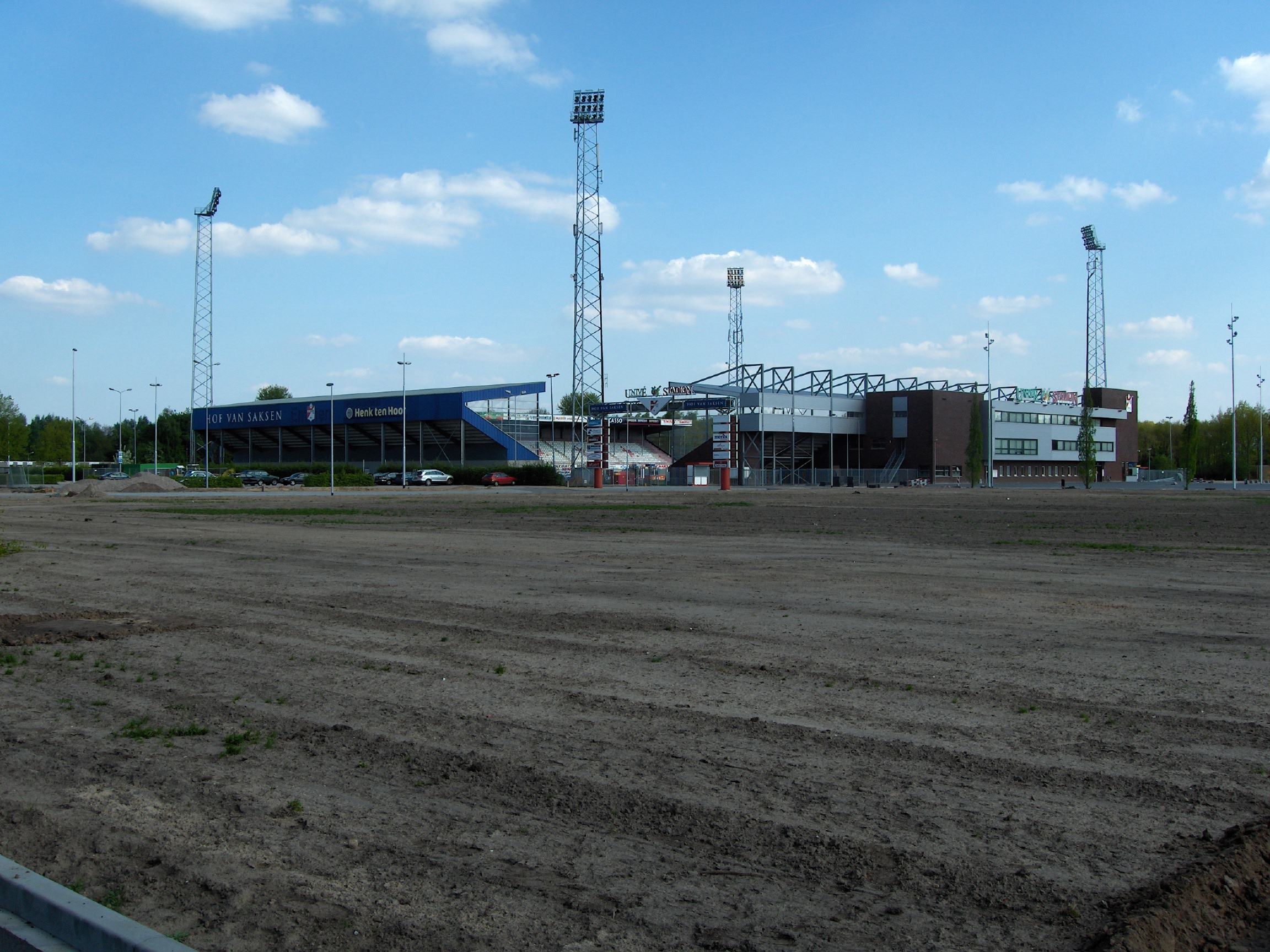
FC 에먼의 홈구장인 위니베 경기장

FC 에먼(FC Emmen)은 1925년 8월 21일에 창단된 네덜란드 에먼의 축구 클럽으로, 현재 에이르스터 디비시에서 활동하고 있다.
FC 에먼은 에이르스터 디비시에서 승격 플레이오프에 7차례 올랐지만 매번 패배하다가 드디어 2018년 5월 20일에 결승에서 스파르타 로테르담을 3–1로 누르고 구단 역사상 처음으로 에레디비시로 승격했다.

구단의 첫 에레디비시 경기는 2018년 8월 12일에 ADO 원정이었으며 1–2로 승리했다. 글렌 비즐은 FC 에먼의 에레디비시 첫 골을 넣은 선수가 되었다.
에먼은 에레디비시에서의 첫 시즌을 14위로 마무리하며 강등 없이 2019-20 시즌을 준비할 수 있었다.

## 선수 명단

### 현역
참고: FIFA 자격 규정에 따라 소속된 국가대표팀 국기를 표시합니다. 선수는 복수의 FIFA 비회원국 국적을 가지고 있을 수 있습니다.
| 번호 | 포지션 | 국적 | 이름        |
| ---- | ------ | ---- | ----------- |
| 22   | MF     |      | 미하일 마틴 |

| 번호 | 포지션 | 국적 | 이름            |
| ---- | ------ | ---- | --------------- |
| 24   | FW     |      | 켈리앙 은소나   |
| 46   | FW     | 체코 | 야닉 에두아르도 |